# I falsari (film 1951)
I falsari è un film del 1951 diretto da  Franco Rossi.
Pellicola di genere poliziesco che segna l'esordio alla regia di  Franco Rossi.
Nel cast come attori principali compaiono due divi del cinema italiano dell'epoca fascista: Fosco Giachetti e Doris Duranti.

## Trama
L'ispettore di polizia Moroni, per smascherare una banda di falsari si finge un commesso viaggiatore. Inizia così le sue indagini che assieme a una lettera anonima lo portano ad indagare nella città di Napoli.